# Gregor Seberg

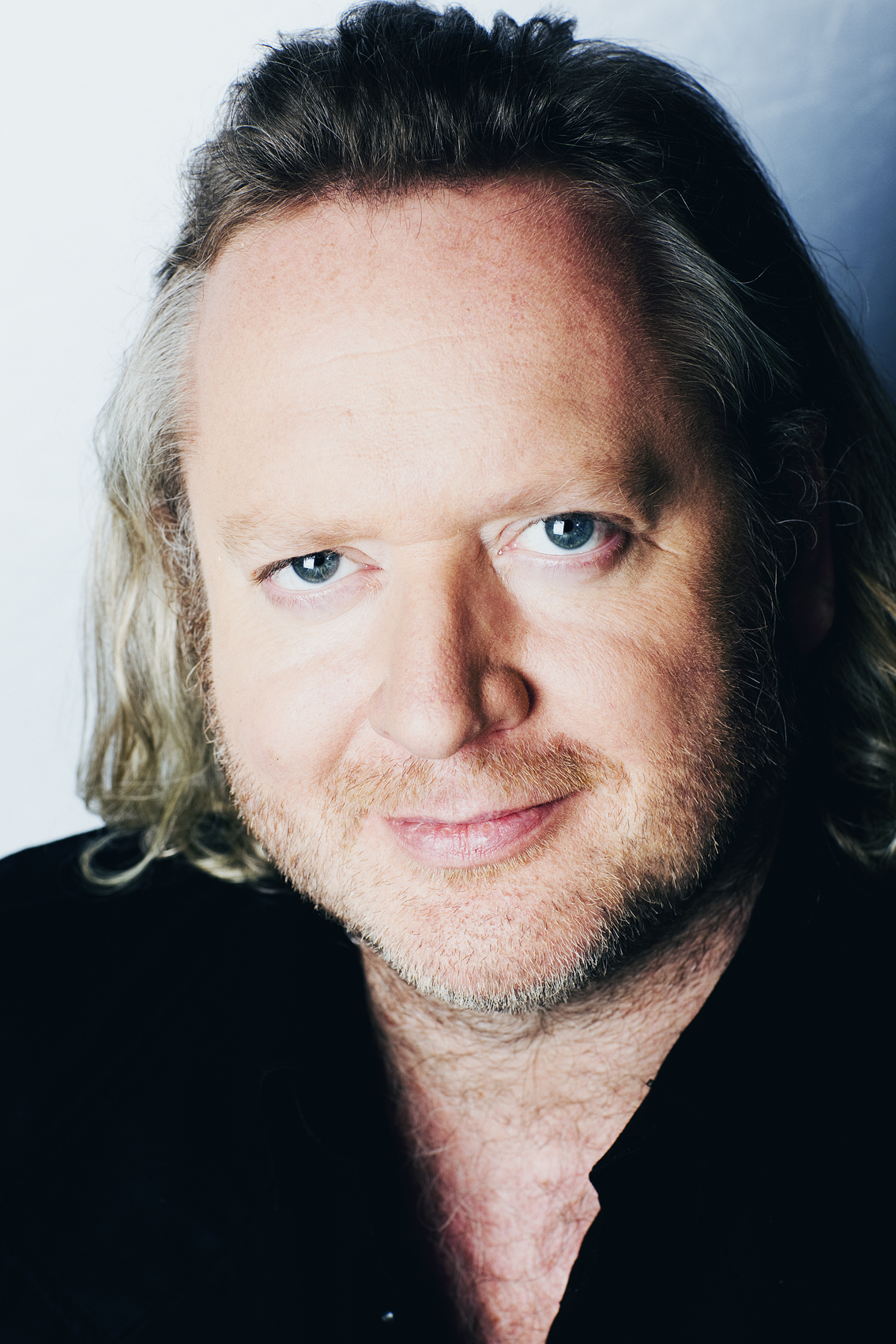
Schauspieler und Kabarettist Gregor Seberg

 Gregor Seberg (* 24. Juli 1967 in Graz) ist ein österreichischer Schauspieler.

## Leben
Gregor Seberg und seine ältere Schwester sind in Graz bei ihrer Großmutter aufgewachsen. Mit 13 Jahren kamen Seberg und seine Schwester zu ihrer Mutter nach Wien. Nach der Matura studierte er einige Semester Germanistik und Theaterwissenschaft und wechselte dann auf das Konservatorium der Stadt Wien, Abteilung Schauspiel. Anschließend arbeitete er als freier Schauspieler, Regisseur und Autor. Zwei Jahre lang moderierte er die Sendung Talk Radio auf Ö3. Seberg ist Mitbegründer der Theatergruppe „Ateatta“, er spielte den Alex in der Bühnenfassung von Uhrwerk Orange. Außerdem spielte er im Solostück Sex, Drugs, Rock&Roll sowie in Richard III., Onkel Wanja, Der Elefantenmensch  (John Merrick), Der Widerspenstigen Zähmung (Petrucchio), Die Drei von der Tankstelle (Kurt), Die Entführung aus dem Serail (Bassa Selim), Weh’ dem, der lügt (Leon) und Cyrano de Bergerac (Titelrolle).
Von 2006 bis 2017 verkörperte er in der Fernsehserie SOKO Donau (SOKO Wien) den Oberstleutnant Helmuth Nowak. Im September 2024 wurde seine Rückkehr bekannt. In der 20. Staffel übernahm er die Nachfolge von Oberst Henriette Wolf, dargestellt von Brigitte Kren, die sich in die Pension verabschiedet.

## Trivia
In der Fernsehsendung Aktenzeichen XY vom 8. September 1989 spielte er in der Folge Bestie von Favoriten den Feinmechaniker Werner Kofranek, der mit dem späteren Mordopfer Alexandra Schriefl befreundet war.

## Auszeichnungen
- 2015: Josef-Krainer-Preis[3]

## Filmografie

### Kino
- 1996: Schwarzfahrer
- 1998: Helden in Tirol
- 1998: Black Flamingos
- 2000: Die Älteste Wienerin
- 2001: Ene mene muh – und tot bist du
- 2003: Küss Mich Prinzessin
- 2005: Nitro
- 2021: Rotzbub (Stimme)
- 2023: Rehragout-Rendezvous
- 2023: Pulled Pork

### Fernsehen
- 1989: Aktenzeichen XY ungelöst
- 1995/1996/2003: Kommissar Rex (drei Folgen)
- 1995: Die Liebe des Ganoven
- 1995: Der Fall Olivia
- 1997: Mondseecops
- 1998: Kreuzfeuer
- 1998: Opernball
- 1998: Wenn Männer Frauen trauen
- 1999: Schnellschuss
- 1999: Tatort – Passion (Fernsehreihe)
- 2000: Der Briefbomber
- 2000: Tatort – Der Millenniumsmörder
- 2000: Da wo die Berge sind
- 2000: Die Windsbraut
- 2001: Medicopter 117
- 2002: Tatort – Tödliche Tagung
- 2002: Julia – eine ungewöhnliche Frau
- 2002: SOKO Kitzbühel – Das Idol
- 2002: Auch Engel wollen nur das Eine
- 2003: Schlosshotel Orth
- 2003: Kommissar Rex („Attentat auf Rex“)
- 2005: Das Tor zur Hölle
- 2005: Liebe ist nicht nur ein Wort
- 2006–2017: SOKO Donau (SOKO Wien)
- 2007: Novotny & Maroudi – Zahngötter in Weiß
- 2007: Die Rosenheim-Cops („Liebe bis zum Ende“)
- 2010: Die Wanderhure
- 2011: Die ARGE Talkshow (ORF)
- seit 2011: Schlawiner
- 2011: AMS – Mutris Welt
- 2011: Isenhart – Die Jagd nach dem Seelenfänger
- 2012: Trau niemals deiner Frau
- 2014: Der Bergdoktor
- 2014: Die Mamba (als Helmuth Nowak)
- 2014: Boͤsterreich (Fernsehserie), Staffel 1, Folge 5[4]
- 2015: Altes Geld
- seit 2015: Bist Du deppert!, Aufdeckungs-Satire-Serie, Puls 4[5]
- 2016: Zum Brüller! – Der Komedy Klub, Kabarett-Mockumentary, Regie: Leo Bauer, Peter Rabinger, Servus TV[6]
- 2019: Stadtkomödie – Der Fall der Gerti B.
- 2022: Weber & Breitfuß
- 2023: Landkrimi – Immerstill (Fernsehreihe)
- 2023: Der Metzger traut sich (Fernsehfilm)
- 2023: Walking on Sunshine
- 2024: School of Champions

## Kabarett
- „Oxymoron - Was Frauen wirklich wollen“, Solokabarett
- 2007: „Die Erleser kommen“, mit Werner Brix
- 2011: „Oh, du mein Österreich?!“, Solokabarett (2012 Ausstrahlung im ORF im Rahmen der Hyundai Kabarett-Tage)
- 2016: Honigdachs, Solokabarett[7]
- 2019: Wunderboi, Solokabarett